# Atarba bickeli
Atarba bickeli là một loài ruồi trong họ Limoniidae. Chúng phân bố ở miền Australasia.